# Kirby (Ohio)
Kirby és una població dels Estats Units a l'estat d'Ohio. Segons el cens del 2000 tenia 132 habitants.

## Demografia
Segons el cens del 2000, Kirby tenia 132 habitants, 52 habitatges, i 37 famílies. La densitat de població era de 463,3 habitants per km².
Dels 52 habitatges en un 34,6% hi vivien nens de menys de 18 anys, en un 53,8% hi vivien parelles casades, en un 9,6% dones solteres, i en un 28,8% no eren unitats familiars. En el 26,9% dels habitatges hi vivien persones soles el 13,5% de les quals corresponia a persones de 65 anys o més que vivien soles. El nombre mitjà de persones vivint en cada habitatge era de 2,54 i el nombre mitjà de persones que vivien en cada família era de 3,03.
Per edats la població es repartia de la següent manera: un 25,8% tenia menys de 18 anys, un 12,1% entre 18 i 24, un 33,3% entre 25 i 44, un 15,2% de 45 a 60 i un 13,6% 65 anys o més.
L'edat mediana era de 37 anys. Per cada 100 dones de 18 o més anys hi havia 100 homes.
La renda mediana per habitatge era de 33.333 $ i la renda mediana per família de 51.094 $. Els homes tenien una renda mediana de 33.333 $ mentre que les dones 25.833 $. La renda per capita de la població era de 19.997 $. Aproximadament el 6,5% de les famílies i el 9% de la població estaven per davall del llindar de pobresa.

## Poblacions més properes
El següent diagrama mostra les poblacions més properes.